# Idlewild (gruppo musicale)
Gli Idlewild sono una indie rock band scozzese di Edimburgo formatasi nel dicembre del 1995.
Collocati nella sfera dell'indie rock e del post-Britpop, si contraddistinguono per un sound originale, basato su un largo uso di chitarre elettriche, che però non disdegna contaminazioni folk.

## Formazione

### Formazione attuale
- Roddy Woomble (voce) (dal 1995)
- Rod Jones (chitarra, seconda voce, tastiere) (dal 1995)
- Allan Stewart (chitarra) (dal 2001)
- Gareth Russell (basso) (dal 2006)
- Colin Newton (batteria) (dal 1995)

### Ex componenti
- Gavin Fox (basso) (2003-2005)
- Alex Grant (basso) (2002) (fece il tour quando Fairfoull abbandonò)
- Bob Fairfoull (basso) (1997-2002)
- Jeremy Mills (chitarra) (1999-2001)
- Phil Scanlon (basso) (1995-1997)

## Discografia

### Album studio
- 1998 - Captain (mini album)
- 1998 - Hope Is Important
- 2000 - 100 Broken Windows
- 2002 - The Remote Part
- 2005 - Warnings/Promises
- 2007 - Make Another World
- 2009 - Post Electric Blues
- 2015 - Everything Ever Written
- 2019 - Interview Music

### Raccolte
- 2007 - Scottish Fiction - Best of 1997-2007
- 2007 - A Distant History - Rarities 1997-2007
- 2010 - The Collection